# Kangei Maru
Le Kangei Maru est un navire-usine baleinier japonais, propriété de la société Kyodo Senpaku basée à Tokyo. Sa construction a coûté 7,5 milliards de yens (44 millions d’euros ou 50,1 millions de dollars).

## Conception
Le Kangei Maru est basé sur la conception d’un navire de commerce existant. Il mesure 112,6 m de long et son déplacement est de 9 300 tonnes. Son autonomie est de plus de 8 000 milles marins (13 000 km) et il peut naviguer jusqu’à 60 jours. Son équipage est de 100 personnes environ.
Le Kangei Maru dispose d’équipements ultra-modernes pour la pêche industrielle à la baleine :
- d’abord, des drones à la pointe de la technologie et capables de parcourir 100 kilomètres sont chargés de localiser les baleines[2],[3] ;
- trois ou quatre navires harponneurs sont envoyés pour tuer les baleines qui ont été repérées[5]
- une fois la proie capturée, elle est ramenée jusqu’au Kangei Maru[5]. Le navire dispose d’une rampe gigantesque qui s’abaisse avec une faible inclinaison (18 degrés) permettant de charger des baleines de très grande taille[4]. La cale de halage est capable de supporter un rorqual commun de 70 tonnes[2].
- les baleines sont découpées à bord, sur un pont intérieur de la taille de deux terrains de basket-ball[3]. Il faut environ une heure à une dizaine d’ouvriers pour découper une baleine à la main, avec de gros couteaux[4]. Les techniciens enlèvent la graisse avant de découper la chair de baleine sur d’énormes planches à découper[3]. Les morceaux sont emballés sous vide et congelés en 6 heures à moins 40 degrés Celsius. L’ensemble de la chaîne de préparation mobilise environ 50 personnes[4]. Le Kangei Maru dispose d’un espace de stockage suffisant pour contenir jusqu’à 800 tonnes de viande congelée[4] dans 40 congélateurs industriels[3], ce qui lui permet de rester longtemps en mer[5].

Le Kangei Maru est le premier navire baleinier construit au Japon en 73 ans. Il a été construit pour remplacer le Nisshin Maru vieillissant, mis hors service en 2020 après plus de 30 ans d’activité,. Le Kangei Maru est plus grand et plus rapide que son prédécesseur, il a un plus long rayon d'action et dispose d’installations de traitement, de refroidissement et de stockage plus performantes que le Nisshin Maru. Toutefois, certaines pièces et équipement du Nisshin Maru ont été transférées sur le Kangei Maru avant le déclassement du Nisshin Maru.

## Carrière
La cérémonie de lancement du navire-usine a eu lieu le 21 mai 2024 à Shimonoseki, préfecture de Yamaguchi, à l’ouest du Japon. Après cela, il a quitté son port d'attache pour une campagne de plusieurs mois au large du nord-est du Japon. Après une brève escale dans la baie de Tokyo, il va chasser des baleines de plusieurs espèces (comme le rorqual de Bryde ou le rorqual boréal) au large de la région du Tōhoku et de Hokkaidō, dans la zone économique exclusive (ZEE) du pays, selon la chaîne publique NHK.
La mise en service du Kangei Maru, qui a des capacités deux fois supérieures à son prédécesseur le Nisshin Maru, a suscité la colère des opposants à la pêche à la baleine, comme l’organisation environnementale Sea Shepherd. Le fondateur de l’ONG, Paul Watson, a promis qu’elle allait « bloquer physiquement toute opération [du navire] en dehors de la ZEE du Japon ».